# سامانثا باركس
سامانثا جين باركس (بالإنجليزية: Samantha Barks)‏ (ولدت في 2 أكتوبر 1990) ممثلة ومغنية بريطانية، يمكن اعتبار الإنجليزية «سمانثا باركس» حديثة العهد بالسينما والتمثيل، ومع ذلك فقد تركت أثراً طيباً لدى الجمهور باشتراكها في الفيلم الغنائي Les Misérables عام 2012.

## نشأتها
ولدت باركس في جزيرة مان الإنجليزية عام 1990، وبدأت في تعلم رقص الباليه في الثالثة من عمرها، لتخرط نفسها في الفن مبكراً.

## مسيرتها المهنية
في 2007 أطلقت «باركس» ألبومها الأول Looking in Your Eyes ليتعرف عليها الجمهور بشكل نسبي، ولكن نقطة التحول في مسيرتها جاءت عندما طلب صناع الفيلم الغنائي Les Misérables وجه جديد لأدار دور «إيبونين» فتقدمت «باركس» حتى حصلت على الدور، ويصبح أول أفلامها الناجحة والتي تنبئ بمزيد من الأفلام مستقبلاً لقدرتها على الرقص والغناء بالإضافة إلى التمثيل.

## روابط خارجية
- سامانثا باركس على موقع IMDb (الإنجليزية)
- سامانثا باركس على موقع روتن توميتوز (الإنجليزية)
- سامانثا باركس على موقع ألو سيني (الفرنسية)
- سامانثا باركس على موقع ميوزك برينز (الإنجليزية)
- سامانثا باركس على موقع تيرنر كلاسيك موفيز (الإنجليزية)
- سامانثا باركس على موقع أول موفي (الإنجليزية)
- سامانثا باركس على موقع قاعدة بيانات برودواي على الإنترنت (الإنجليزية)
- سامانثا باركس على موقع قاعدة بيانات الأفلام السويدية (السويدية)
- سامانثا باركس على موقع ديسكوغز (الإنجليزية)
- سامانثا باركس على موقع قاعدة بيانات الفيلم (الإنجليزية)